# Zajčje Polje
Zajčje Polje este o localitate din comuna Kočevje, Slovenia, cu o populație de 38 de locuitori.